# Tour du Limousin 2007
La 40e édition du Tour du Limousin s'est déroulée du 21 au 24 août 2007, et a vu s'imposer le Français Pierrick Fédrigo. L'épreuve fait partie de l'UCI Europe Tour 2008.

## La course
Le premier jour, un groupe part dès le vingtième kilomètres avec presque tous les favoris (Óscar Pereiro, Pierrick Fédrigo, Patrice Halgand, Sylvain Chavanel, Nicolas Vogondy...). À 10 kilomètres de La Souterraine, 6 hommes se détachent et Philippe Gilbert s'impose.
Pierre Rolland, parti de loin s'impose à Uzerche. Pierrick Fédrigo prend le maillot de leader en attaquant à 10 kilomètres de l'arrivée.
Le troisième jour, un groupe de 13 hommes se disputent la victoire à Rochechouart. Lilian Jégou s'impose alors que Patrice Halgand victime d'une chute au pied de la Côte du Chemin Neuf, en haut de laquelle est jugée l'arrivée, ne peut disputer le sprint final.
Le Biélorusse Alexandre Usov l'emporte au sprint à Limoges.
Pierrick Fédrigo remporte son second Tour du Limousin avec 6 secondes d'avance sur Óscar Pereiro et 27 secondes sur Anthony Charteau.

## Classements des étapes
| Étape     | Date    | Villes étapes                    | Vainqueur d'étape | Équipe                | Leader du classement général | Équipe                |
| 1re étape | 21 août | Limoges - La Souterraine         | Philippe Gilbert  | La Française des jeux | Philippe Gilbert             | La Française des jeux |
| 2e étape  | 22 août | Droux - Uzerche                  | Pierre Rolland    | Crédit agricole       | Pierrick Fédrigo             | Bouygues Telecom      |
| 3e étape  | 23 août | Abjat-sur-Bandiat - Rochechouart | Lilian Jégou      | La Française des jeux | Pierrick Fédrigo             | Bouygues Telecom      |
| 4e étape  | 24 août | Rochechouart - Limoges           | Alexandre Usov    | AG2R Prévoyance       | Pierrick Fédrigo             | Bouygues Telecom      |

## Classement final
| 1.  | Pierrick Fédrigo    | Bouygues Telecom   |
| 2.  | Óscar Pereiro       | Caisse d'Épargne   |
| 3.  | Anthony Charteau    | Crédit agricole    |
| 4.  | Clément Lhotellerie | Skil-Shimano       |
| 5.  | Joaquim Rodríguez   | Caisse d'épargne   |
| 6.  | Dmitriy Fofonov     | Crédit agricole    |
| 7.  | Jérôme Pineau       | Bouygues Telecom   |
| 8.  | David Le Lay        | Bretagne-Armor Lux |
| 9.  | Stéphane Goubert    | AG2R Prévoyance    |
| 10. | Perrig Quéméneur    | Bouygues Telecom   |